# 源氏山頼五郎
源氏山 頼五郎（げんじやま らいごろう、1864年3月31日〈元治元年2月24日〉 - 1919年〈大正8年〉8月3日）は、現在の青森県北津軽郡中泊町(旧・陸奥国津軽郡中里町)出身で高砂部屋に所属した力士。本名は青山 又市。身長174cm，体重98kgと小兵だった。最高位は東関脇。左差し，下手投げを得意とし、「白無垢鉄火」と讃えられた怪力を活かした取り口が特徴だった。

## 生涯
運送屋の長男として生まれた。子供の時から相撲好きで青年時代から「山猫」の四股名で土地相撲を取っていたが、故郷に程近い田舎館村出身の一ノ矢藤太郎に触発され、1882年に高砂部屋に入門。翌1883年5月初土俵。1884年5月序ノ口として初めて番付に載る。1888年5月十両昇進。1889年5月新入幕。1896年5月新三役（東小結）昇進し、この場所7勝0敗1休1分1預の好成績を挙げた。翌1897年1月には関脇に昇進。出世は順調にいったかにみえた。色浅黒く苦み走った好男子で、小錦（第17代横綱）の太刀持ちを務める姿は気品でも態度でも評判が良かった。
しかし、生来の稽古嫌いに加え、全国に妾を持ち、素行が悪く酒・賭博・女遊びなど道楽に嵌った事が彼の土俵人生に暗い影を落とした。1891年1月に1回目の脱走。1893年5月に2回目の脱走を起こし、翌1894年1月には番付外（幕内格）に落とされた。脱走している間は賞金欲しさに覆面を着けて素人相撲に飛び入りし、10人抜きを果たしたと伝わる。1901年以降は休みがちになり、遂に1904年5月場所後、アメリカ巡業に乗じて渡航計画を企てた（3回目の脱走）事が協会の怒りに触れ、除名処分となった。尚、この時40名余の力士・部屋衆も脱走に加わり、源氏山一派を結成した。その中には鉞り鉄五郎や緑川兼吉、呼出・太郎（後に大坂相撲の呼出として復帰。昭和時代に入って東京との合併により、大相撲に本格的に復帰し、名物呼出として人気を馳せた。呼出#呼出し太郎伝も参照）がいた。9月から東北地方で巡業に励むも、時節に合わぬ雪のせいで不入りが続き、たちまち困窮した。旅館代にも事欠く程で、苦境を打開しようと一行の廻しを全て質に入れて博打に出掛けたが、そのまま一行の前から姿を眩まして各地で放浪を続けた。青森や北海道等を放浪の末、1919年8月3日に函館で死去。55歳だった。
改名歴は1回ある：今泉　又市 → 源氏山　頼五郎(1896年5月場所-)

## 成績
- 番付在位場所数：39場所
- 十両在位：2場所
- 十両成績：8勝6敗3分2預
- 幕内在位：29場所
- 幕内成績：80勝52敗107休34分17預
- 通算成績：88勝58敗107休37分19預（後述の理由により便宜上幕内と十両の合計のみを表示。ただしこの他に二段目11枚目以下在位時の二段目10枚目以上との対戦・幕下在位時の対十両戦として4勝1分の記録がある）

### 場所別成績
| 1883年 （明治16年） | x                            | （前相撲）                          |
| 1884年 （明治17年） | （前相撲）                   | 西序ノ口15枚目 –                    |
| 1885年 （明治18年） | 西序二段27枚目 –             | 西三段目52枚目 –                    |
| 1886年 （明治19年） | 東三段目21枚目 –             | 東幕下66枚目 –                      |
| 1887年 （明治20年） | 東幕下49枚目 –               | 西幕下26枚目 2–0 1分 （対十両相当） |
| 1888年 （明治21年） | 西幕下4枚目 2–0 （対十両戦） | 西十両2枚目 3–3 2分1預              |
| 1889年 （明治22年） | 西十両2枚目 5–3 1分1預       | 西前頭11枚目 5–1–2 2分              |
| 1890年 （明治23年） | 西前頭6枚目 3–3–2 1分1預     | 東前頭3枚目 3–3–2 1分1預            |
| 1891年 （明治24年） | 東前頭2枚目 2–1–5 2分        | x                                   |
| 1892年 （明治25年） | x                            | 東前頭5枚目 2–3–1 2分2預            |
| 1893年 （明治26年） | 東前頭7枚目 4–4–1 1預        | 東前頭5枚目 7–0–2 1分               |
| 1894年 （明治27年） | 東前頭13枚目 2–3–4 1預       | 東前頭6枚目 4–2–2 1分1預            |
| 1895年 （明治28年） | 東前頭4枚目 4–2–4            | 東張出前頭13枚目 0–0–10             |
| 1896年 （明治29年） | 東張出前頭13枚目 4–3–1 2分   | 東小結 7–0–1 1分1預                 |
| 1897年 （明治30年） | 東関脇 2–1–7                 | 東前頭筆頭 2–2–1 2分3預             |
| 1898年 （明治31年） | 東前頭2枚目 2–2–1 5分        | 東小結 4–1–1 2分2預                 |
| 1899年 （明治32年） | 東小結 4–4–1 1預             | 東小結 3–3–1 2分1預                 |
| 1900年 （明治33年） | 東小結 4–2–1 3分             | 東小結 4–4–1 1分                    |
| 1901年 （明治34年） | 東小結 0–2–6 1分1預          | 西前頭3枚目 3–4–1 2分               |
| 1902年 （明治35年） | 西前頭3枚目 0–0–10           | 西前頭6枚目 0–0–10                  |
| 1903年 （明治36年） | 西張出前頭14枚目 0–0–10      | 西張出前頭15枚目 3–1–5 1分          |
| 1904年 （明治37年） | 西張出前頭14枚目 2–1–4 3分   | 西前頭5枚目 引退 0–0–10             |
| 各欄の数字は、「勝ち-負け-休場」を示す。 優勝 引退 休場 十両 幕下 三賞：敢=敢闘賞、殊=殊勲賞、技=技能賞 その他：★=金星 番付階級：幕内 - 十両 - 幕下 - 三段目 - 序二段 - 序ノ口 幕内序列：横綱 - 大関 - 関脇 - 小結 - 前頭（「#数字」は各位内の序列） |                              |                                     |

- 幕下以下の地位は小島貞二コレクションの番付実物画像による。また当時の幕下以下の星取や勝敗数等の記録については2024年現在相撲レファレンス等のデータベースに登録がなく、特に序二段や序ノ口などについては記録がほとんど現存していないと思われるため、幕下以下の勝敗数等は暫定的に対十両戦の分のみを示す。